# Хата, Цутому
Цутому Хата (яп. 羽田 孜 Хата Цутому, род. 24 августа 1935, Токио, Японская империя — 28 августа 2017, Токио, Япония) — японский политический и государственный деятель. 80-й премьер-министр Японии с 28 апреля по 30 июня 1994 года.

## Биография
Цутому Хата родился 24 августа 1935 года в Токио. Его отцом был журналист и политик Бусиро Хата. Во время войны уехал в префектуру Нагано, в родной город отца. Цутому интересовался журналистикой, но так и не нашёл работу ни в одной из газет. После окончания Университета Сэйдзё устроился рядовым служащим в автобусную компанию «Одакю», в которой трудился с 1958 по 1969 годы. Когда его отец заболел, Хата получил предложение баллотироваться в депутаты парламента. В 1969 году он покинул компанию и впервые принял участие в выборах, получив место в Палате представителей Японии. Выдвигался от Либерально-демократической партии (ЛДП).
Хата присоединился к фракции Какуэя Танаки, которого позже сменил Нобору Такэсита. Она доминировала в ЛДП в течение 1980-х годов. Хата выступал за реформы, призванные пресечь политическую коррупцию. Однако вместе с этим его близкие коллеги вроде Танаки и Итиро Одзавы были замечены в коррупционных скандалах. В 1985—1986 годах Хата занимал пост министра сельского хозяйства, а затем снова при Такэсите в 1988—1989 годах. При Киити Миядзаве в 1991—1992 годах был министром финансов.
В 1992—1993 годах в ЛДП фракция Такэситы раскололась и партия погрузилась в кризис. В 1992 году по её репутации ударил коррупционный скандал. На этом фоне Цутому Хата и Итиро Одзава создали группу «Форум реформ — 21», вместе с которой они пытались провести избирательную реформу. Однако премьер-министр Миядзава отверг проект группы, после чего Хата и другие оппозиционные депутаты проголосовали за вотум недоверия кабинету министров. 23 июня 1993 года Хата и Одзава основали Партию обновления, в которую вошли 44 бывших депутатов от ЛДП. На выборах в июле 1993 года Партия обновления получила 55 места в Палате представителей. В кабинете нового премьер-министра из союзной партии Морихиро Хосокавы политик получил пост министра иностранных дел.
В 1993 году Хата покинул ЛДП и возглавил Партию обновления, которая вскоре стала частью коалиционного правительства Морихиро Хосокавы. В кабинете Хосокавы Хата занимал пост министра иностранных дел.
28 апреля 1994 года Хосокава ушёл в отставку, в результате чего Хата стал премьер-министром, возглавив кабинет, не обладающий большинством в парламенте. 30 июня на посту премьера его сменил Томиити Мураяма.
Скончался 28 августа 2017 года, спустя 4 дня после своего 82-летия.